# 1161 Thessalia
1161 Thessalia är en asteroid i huvudbältet som upptäcktes den 29 september 1929 av den tyske astronomen Karl Wilhelm Reinmuth. Asteroidens preliminära beteckning var 1929 SF. Den fick senare namn efter Thessalien, en av Greklands gamla regioner.
Thessalias senaste periheliepassage skedde den 29 december 2019. Asteroidens rotationstid har beräknats till 4,10 timmar.